# Râul Hurdugașu
Râul Hurdugașu este un curs de apă, afluent al râului Toplița. Se formează la confluența a două brațe Hurdugașu Mare și Hurdugașu Mic

## Hărți
- Harta județului Harghita inț
- Harta Munților Călimani  Arhivat în 11 octombrie 2008, la Wayback Machine.